# Shima fes SETOUCHI
「shima fes SETOUCHI 〜百年つづく、海の上の音楽祭。〜」は2011年に瀬戸内海の島々で誕生した野外音楽フェスティバル。「島フェス」とも。瀬戸内海に浮かぶ香川県の小豆島や直島を中心に毎年開催されている。

## 概要
瀬戸内海に面する一府十一県四海峡を「瀬戸内（SETOUCHI）」と定義し、そこに縁のある音楽や食やカルチャーが海をこえて集まる音楽祭として、毎年夏の終わりに開催される。（九州地方は福岡県・大分県、中国地方は山口県・広島県・岡山県、四国は一つの島と捉えて四国地方は香川県・愛媛県・徳島県・高知県、そして関西は兵庫県・大阪府・和歌山県をすべて含む。）
また、沖縄県や奄美大島、ハワイ島など「島」に縁のあるアーティストの出演も多いことで知られ、同じ島国である台湾からのアーティストの出演やフード出店などにも取り組んでおり、島国日本の魅力を国内外に発信するという思いのもと、音楽だけでなく色々な企画を五感で楽しめる野外音楽フェスティバルとして知られている。

## 主な出演者
香川県出身の 曽我部恵一 （サニーデイ・サービス）、沖縄県出身の キヨサク（MONGOL800）、奄美大島出身の 城南海、ハワイアンミュージックの第一人者である 高木ブー（ザ・ドリフターズ）など。